# پاول کوتسکی
پاول کوتسکی (چکی: Pavel Koutecký؛ ۱۰ ژوئن ۱۹۵۶ – ۱۴ آوریل ۲۰۰۶) کارگردان فیلم مستند اهل جمهوری چک بود.
او در سال ۲۰۰۶ میلادی مشغول ساخت یک فیلم مستند دربارهٔ افرادی بود که از آسمان‌خراش‌ها و ساختمان‌های بلند بالا می‌روند و خطراتی که آنها را تهدید می‌کند. در حین ساخت این فیلم، خودش به‌طور تصادفی از بالای یک ساختمان بلند به پائین سقوط کرد و کشته شد.